# 急性粒细胞性白血病
急性粒细胞性白血病（英語：acute myeloblastic leukemia），是一种位于骨髓的急性疾病，属于急性骨髓性白血病。患者的骨髓和血液中发现有大量的成髓细胞（英語：myeloblasts）。这一疾病也被称为急性骨髓性白血病（acute myelogenous leukemia）、急性粒细胞性白血病（acute myeloid leukemia）、急性非淋巴细胞性白血病（acute nonlymphocytic leukemia）等。
其包括以下几类
- 急性粒细胞性白血病微分化型（M0）
- 急性粒细胞白血病未分化型（M1）
- 急性粒细胞白血病部分分化型（M2）